# Оскар (кинопремия, 1979)
51-я церемония вручения наград премии «Оскар» за заслуги в области кинематографа за 1978 год состоялась 9 апреля 1979 года в Dorothy Chandler Pavilion (Лос-Анджелес, Калифорния). Номинанты были объявлены 20 февраля 1979

## Фильмы, получившие несколько номинаций
| Фильм                                         | номинации | награды |
| --------------------------------------------- | --------- | ------- |
| • Охотник на оленей / The Deer Hunter         | 9         | 5       |
| • Небеса могут подождать / Heaven Can Wait    | 9         | 1       |
| • Возвращение домой / Coming Home             | 8         | 3       |
| • Полуночный экспресс / Midnight Express      | 6         | 2       |
| • Интерьеры / Interiors                       | 5         | 0       |
| • Дни жатвы / Days of Heaven                  | 4         | 1       |
| • Супермен / Superman                         | 3         | 0 + 1   |
| • В это же время, в следующем году            | 4         | 0       |
| • Виз / The Wiz                               | 4         | 0       |
| • Калифорнийский отель / California Suite     | 3         | 1       |
| • История Бадди Холли / The Buddy Holly Story | 3         | 1       |
| • Незамужняя женщина / An Unmarried Woman     | 3         | 0       |
| • Мальчики из Бразилии / The Boys from Brazil | 3         | 0       |
| • Осенняя соната / Höstsonaten                | 2         | 0       |

## Список лауреатов и номинантов
★ Победители выделены отдельным цветом. 

### Основные категории
| Категории                                                  | Лауреаты и номинанты                                                                       | Лауреаты и номинанты                                                                            |
| ---------------------------------------------------------- | ------------------------------------------------------------------------------------------ | ----------------------------------------------------------------------------------------------- |
| Лучший фильм                                               | ★ Охотник на оленей (продюсеры: Барри Спайкингс, Майкл Дили, Майкл Чимино и Джон Певерэлл) | ★ Охотник на оленей (продюсеры: Барри Спайкингс, Майкл Дили, Майкл Чимино и Джон Певерэлл)      |
| Лучший фильм                                               | • Возвращение домой (продюсер: Джером Хеллман)                                             |                                                                                                 |
| Лучший фильм                                               | • Небеса могут подождать (продюсер: Уоррен Битти)                                          |                                                                                                 |
| Лучший фильм                                               | • Полуночный экспресс (продюсеры: Алан Маршалл и Дэвид Паттнэм)                            |                                                                                                 |
| Лучший фильм                                               | • Незамужняя женщина (продюсеры: Пол Мазурски и Тони Рэй)                                  |                                                                                                 |
| Лучший режиссёр                                            | ★ Майкл Чимино за фильм «Охотник на оленей»                                                | ★ Майкл Чимино за фильм «Охотник на оленей»                                                     |
| Лучший режиссёр                                            | • Хэл Эшби — «Возвращение домой»                                                           |                                                                                                 |
| Лучший режиссёр                                            | • Уоррен Битти и Бак Генри — «Небеса могут подождать»                                      |                                                                                                 |
| Лучший режиссёр                                            | • Вуди Аллен — «Интерьеры»                                                                 |                                                                                                 |
| Лучший режиссёр                                            | • Алан Паркер — «Полуночный экспресс»                                                      |                                                                                                 |
| Лучший актёр                                               |                                                                                            | ★ Джон Войт — «Возвращение домой» (за роль Люка Мартина)                                        |
| Лучший актёр                                               | • Уоррен Битти — «Небеса могут подождать» (за роль Джо Пендлтона)                          |                                                                                                 |
| Лучший актёр                                               | • Гэри Бьюзи — «История Бадди Холли» (за роль Бадди Холли)                                 |                                                                                                 |
| Лучший актёр                                               | • Роберт Де Ниро — «Охотник на оленей» (за роль Михаила Вронского)                         |                                                                                                 |
| Лучший актёр                                               | • Лоренс Оливье — «Мальчики из Бразилии» (за роль Эзры Либермана)                          |                                                                                                 |
| Лучшая актриса                                             |                                                                                            | ★ Джейн Фонда — «Возвращение домой» (за роль Сэлли Хайд)                                        |
| Лучшая актриса                                             | • Ингрид Бергман — «Осенняя соната» (за роль Шарлотты Андергаст)                           |                                                                                                 |
| Лучшая актриса                                             | • Эллен Бёрстин — «В это же время, в следующем году» (за роль Дорис)                       |                                                                                                 |
| Лучшая актриса                                             | • Джилл Клейберг — «Незамужняя женщина» (за роль Эрики)                                    |                                                                                                 |
| Лучшая актриса                                             | • Джеральдин Пейдж — «Интерьеры» (за роль Евы)                                             |                                                                                                 |
| Лучший актёр второго плана                                 |                                                                                            | ★ Кристофер Уокен — «Охотник на оленей» (за роль Ника Чеботаревича)                             |
| Лучший актёр второго плана                                 | • Брюс Дерн — «Возвращение домой» (за роль капитана Боба Хайда)                            |                                                                                                 |
| Лучший актёр второго плана                                 | • Ричард Фарнсуорт — «Приближается всадник» (за роль Доджера)                              |                                                                                                 |
| Лучший актёр второго плана                                 | • Джон Хёрт — «Полуночный экспресс» (за роль Макса)                                        |                                                                                                 |
| Лучший актёр второго плана                                 | • Джек Уорден — «Небеса могут подождать» (за роль Макса Коркла)                            |                                                                                                 |
| Лучшая актриса второго плана                               |                                                                                            | ★ Мэгги Смит — «Калифорнийский отель» (за роль Дайаны Бэрри)                                    |
| Лучшая актриса второго плана                               | • Дайан Кэннон — «Небеса могут подождать» (за роль Джулии Фарнсворт)                       |                                                                                                 |
| Лучшая актриса второго плана                               | • Пенелопа Милфорд — «Возвращение домой» (за роль Ви Мансон)                               |                                                                                                 |
| Лучшая актриса второго плана                               | • Морин Стэплтон — «Интерьеры» (за роль Перл)                                              |                                                                                                 |
| Лучшая актриса второго плана                               | • Мерил Стрип — «Охотник на оленей» (за роль Линды)                                        |                                                                                                 |
| Лучший сценарий, созданный непосредственно для экранизации | ★ Нэнси Дауд, Уолдо Солт и Роберт Си Джонс — «Возвращение домой»                           | ★ Нэнси Дауд, Уолдо Солт и Роберт Си Джонс — «Возвращение домой»                                |
| Лучший сценарий, созданный непосредственно для экранизации | • Ингмар Бергман — «Осенняя соната»                                                        |                                                                                                 |
| Лучший сценарий, созданный непосредственно для экранизации | • Майкл Чимино, Дерик Уошбёрн, Луис Гарфинкл и Куинн К. Редекер — «Охотник на оленей»      |                                                                                                 |
| Лучший сценарий, созданный непосредственно для экранизации | • Вуди Аллен — «Интерьеры»                                                                 |                                                                                                 |
| Лучший сценарий, созданный непосредственно для экранизации | • Пол Мазурски — «Незамужняя женщина»                                                      |                                                                                                 |
| Лучший адаптированный сценарий                             | Оливер Стоун                                                                               | ★ Оливер Стоун — «Полуночный экспресс» (по одноимённой биографии Билли Хэйса и Уильяма Хофнера) |
| Лучший адаптированный сценарий                             | Оливер Стоун                                                                               | • Уолтер Ньюман — «Братья по крови» (по одноимённому роману Ричарда Прайса)                     |
| Лучший адаптированный сценарий                             | Оливер Стоун                                                                               | • Нил Саймон — «Калифорнийский отель» (по одноимённой пьесе автора)                             |
| Лучший адаптированный сценарий                             | Оливер Стоун                                                                               | • Элейн Мэй, Уоррен Битти — «Небеса могут подождать» (по одноимённой пьесе Гарри Сигала)        |
| Лучший адаптированный сценарий                             | Оливер Стоун                                                                               | • Бернард Слэйд — «В это же время, в следующем году» (по одноимённой пьесе автора)              |
| Лучший фильм на иностранном языке                          | ★ Приготовьте ваши носовые платки / Préparez vos mouchoirs (Франция) реж. Бертран Блие     | ★ Приготовьте ваши носовые платки / Préparez vos mouchoirs (Франция) реж. Бертран Блие          |
| Лучший фильм на иностранном языке                          | • Стеклянная клетка / Die gläserne Zelle (ФРГ) реж. Ганс В. Гейссендёрфер                  |                                                                                                 |
| Лучший фильм на иностранном языке                          | • Венгры / Magyarok (Венгрия) реж. Золтан Фабри                                            |                                                                                                 |
| Лучший фильм на иностранном языке                          | • Новые чудовища / I nuovi mostri (Италия) реж. Марио Моничелли, Дино Ризи и Этторе Скола  |                                                                                                 |
| Лучший фильм на иностранном языке                          | • Белый Бим Чёрное ухо (СССР) реж. Станислав Ростоцкий                                     |                                                                                                 |

### Другие категории
| Категории                                    | Лауреаты и номинанты | Лауреаты и номинанты                                                                                    |
| -------------------------------------------- | --- | --- |
| Лучшая музыка: Оригинальный саундтрек        | Джорджо Мородер | ★ Джорджо Мородер — «Полуночный экспресс»                                                               |
| Лучшая музыка: Оригинальный саундтрек        | Джорджо Мородер | • Джерри Голдсмит — «Мальчики из Бразилии»                                                              |
| Лучшая музыка: Оригинальный саундтрек        | Джорджо Мородер | • Эннио Морриконе — «Дни жатвы»                                                                         |
| Лучшая музыка: Оригинальный саундтрек        | Джорджо Мородер | • Дэйв Грузин — «Небеса могут подождать»                                                                |
| Лучшая музыка: Оригинальный саундтрек        | Джорджо Мородер | • Джон Уильямс — «Супермен»                                                                             |
| Лучшая музыка: Адаптация партитуры           | ★ Джо Ренцетти — «История Бадди Холли» | ★ Джо Ренцетти — «История Бадди Холли»                                                                  |
| Лучшая музыка: Адаптация партитуры           | • Джерри Векслер — «Прелестное дитя» | |
| Лучшая музыка: Адаптация партитуры           | • Куинси Джонс — «Виз» | |
| Лучшая песня к фильму                        | ★ Last Dance — «Слава Богу, сегодня пятница» — музыка и слова: Пол Джабара | ★ Last Dance — «Слава Богу, сегодня пятница» — музыка и слова: Пол Джабара                              |
| Лучшая песня к фильму                        | • Hopelessly Devoted To You — «Бриолин» — музыка и слова: Джон Фаррар | |
| Лучшая песня к фильму                        | • The Last Time I Felt Like This — «В это же время, в следующем году» — музыка: Марвин Хэмлиш, слова: Алан Бергман и Мэрилин Бергман                                                    | |
| Лучшая песня к фильму                        | • Ready To Take a Chance Again — «Грязная игра» — музыка: Чарльз Фокс, слова: Норман Гимбел                                                                                             | |
| Лучшая песня к фильму                        | • When You’re Loved — «Магия Лесси» — музыка и слова: Ричард М. Шерман и Роберт Б. Шерман                                                                                               | |
| Лучший монтаж                                | ★ Питер Циннер — «Охотник на оленей» | ★ Питер Циннер — «Охотник на оленей»                                                                    |
| Лучший монтаж                                | • Роберт Свинк — «Мальчики из Бразилии» | |
| Лучший монтаж                                | • Дон Циммерман — «Возвращение домой» | |
| Лучший монтаж                                | • Джерри Хэмблинг — «Полуночный экспресс» | |
| Лучший монтаж                                | • Стюарт Бейрд — «Супермен» | |
| Лучшая операторская работа                   | ★ Нестор Альмендрос — «Дни жатвы» | ★ Нестор Альмендрос — «Дни жатвы»                                                                       |
| Лучшая операторская работа                   | • Вилмош Жигмонд — «Охотник на оленей» | |
| Лучшая операторская работа                   | • Уильям Э. Фрейкер — «Небеса могут подождать» | |
| Лучшая операторская работа                   | • Роберт Л. Сёртис — «В это же время, в следующем году» | |
| Лучшая операторская работа                   | • Освальд Моррис — «Виз» | |
| Лучшая работа художника                      | ★ Пол Силберт, Эдвин О’Донован (постановщики), Джордж Гейнс (декоратор) — «Небеса могут подождать»                                                                                      | ★ Пол Силберт, Эдвин О’Донован (постановщики), Джордж Гейнс (декоратор) — «Небеса могут подождать»      |
| Лучшая работа художника                      | • Дин Тавуларис, Анджело П. Грэхэм (постановщики), Джордж Р. Нельсон, Брюс Кэй (декораторы) — «Ограбление Бринкса»                                                                      | |
| Лучшая работа художника                      | • Альберт Бреннер (постановщик), Марвин Марч (декоратор) — «Калифорнийский отель» | |
| Лучшая работа художника                      | • Мэл Борн (постановщик), Дэниэл Роберт (декоратор) — «Интерьеры» | |
| Лучшая работа художника                      | • Тони Уолтон, Филип Розенберг (постановщики), Эдвард Стюарт, Роберт Драмхеллер (декораторы) — «Виз»                                                                                    | |
| Лучший дизайн костюмов                       | ★ Энтони Пауэлл — «Смерть на Ниле» | ★ Энтони Пауэлл — «Смерть на Ниле»                                                                      |
| Лучший дизайн костюмов                       | • Рени — «Караваны» | |
| Лучший дизайн костюмов                       | • Патриция Норрис — «Дни жатвы» | |
| Лучший дизайн костюмов                       | • Пол Заступневич — «Рой» | |
| Лучший дизайн костюмов                       | • Тони Уолтон — «Виз» | |
| Лучший звук                                  | ★ Ричард Портман, Уильям Л. Маккоги, Аарон Рочин, Дэрин Найт — «Охотник на оленей» | ★ Ричард Портман, Уильям Л. Маккоги, Аарон Рочин, Дэрин Найт — «Охотник на оленей»                      |
| Лучший звук                                  | • Тэкс Рудлофф, Джоэль Фейн, Curly Thirlwell, Уилли Д. Бёртон — «История Бадди Холли»                                                                                                   | |
| Лучший звук                                  | • Джон Уилкинсон, Роберт У. Гласс мл., Джон Т. Рейтц, Бэрри Томас — «Дни жатвы» | |
| Лучший звук                                  | • Роберт Кнадсон, Роберт Гласс, Дон МакДугалл, Джек Соломон — «Хупер» | |
| Лучший звук                                  | • Гордон К. МакКаллум, Грэм В. Хартстоун, Николас Ле Мессюрье, Рой Чарман — «Супермен»                                                                                                  | |
| Лучший документальный полнометражный фильм   | ★ Напуганы, точно! / Scared Straight! (продюсер: Арнольд Шапиро) | ★ Напуганы, точно! / Scared Straight! (продюсер: Арнольд Шапиро)                                        |
| Лучший документальный полнометражный фильм   | • Ветер влюблённых / Le Vent des amoureux (продюсер: Альбер Ламорис (посмертно) | |
| Лучший документальный полнометражный фильм   | • Mysterious Castles of Clay / Mysterious Castles of Clay (продюсер: Алан Рут) | |
| Лучший документальный полнометражный фильм   | • Раони / Raoni (продюсеры: Жан-Пьерр Дютийё, Бэрри Хью Уильямс и Мишель Гаст) | |
| Лучший документальный полнометражный фильм   | • With Babies and Banners: Story of the Women's Emergency Brigade / With Babies and Banners: Story of the Women’s Emergency Brigade (продюсеры: Энн Болен, Лин Голдфарб и Лоррэйн Грэй) | |
| Лучший документальный короткометражный фильм | ★ Полёт лёгкого кондора / The Flight of the Gossamer Condor (продюсеры: Жаклин Филлипс Шедд и Бен Шедд)                                                                                 | ★ Полёт лёгкого кондора / The Flight of the Gossamer Condor (продюсеры: Жаклин Филлипс Шедд и Бен Шедд) |
| Лучший документальный короткометражный фильм | • The Divided Trail: A Native American Odyssey / The Divided Trail: A Native American Odyssey (продюсер: Джерри Аронсон)                                                                | |
| Лучший документальный короткометражный фильм | • An Encounter with Faces / An Encounter with Faces (продюсер: К. К. Капиль) | |
| Лучший документальный короткометражный фильм | • Goodnight Miss Ann / Goodnight Miss Ann (продюсер: August Cinquegrana) | |
| Лучший документальный короткометражный фильм | • Squires of San Quentin / Squires of San Quentin (продюсер: Дж. Гэри Митчелл) | |
| Лучший игровой короткометражный фильм        | ★ Отец-подросток / Teenage Father (продюсер: Тэйлор Хэкфорд) | ★ Отец-подросток / Teenage Father (продюсер: Тэйлор Хэкфорд)                                            |
| Лучший игровой короткометражный фильм        | • Другой подход / A Different Approach (продюсеры: Джим Белчер и Ферн Филд) | |
| Лучший игровой короткометражный фильм        | • / Mandy’s Grandmother (продюсер: Эндрю Шугерман) | |
| Лучший игровой короткометражный фильм        | • / Strange Fruit (продюсер: Сет Пинскер) | |
| Лучший анимационный короткометражный фильм   | ★ Срочная доставка / Special Delivery (продюсеры: Юнис Макколей и Джон Уэлдон) | ★ Срочная доставка / Special Delivery (продюсеры: Юнис Макколей и Джон Уэлдон)                          |
| Лучший анимационный короткометражный фильм   | • О мой дорогой / Oh My Darling (продюсер: Нико Крама) | |
| Лучший анимационный короткометражный фильм   | • Рип Ван Винкль / Rip Van Winkle (продюсер: Уилл Винтон) | |

### Специальные награды
| Награда                                                         | Лауреаты |
| --------------------------------------------------------------- | --- |
| Премия за особые достижения                                     | ★ Лес Боуи (посмертно), Колин Чилверс, Денис Н. Куп, Рой Филд, Дерек Меддингс, Зоран Перишич — «Супермен» — за визуальные эффекты                                                               |
| Премия за выдающиеся заслуги в кинематографе (Почётный «Оскар») | ★ Уолтер Ланц — за привнесение своими уникальными анимационными картинами радости и смеха в каждый уголок мира.                                                                                 |
| Премия за выдающиеся заслуги в кинематографе (Почётный «Оскар») | ★ Отдел кино Музея современного искусства — за многостороннюю деятельность, результатом которой стало общественное признание кинематографа как вида искусства.                                  |
| Премия за выдающиеся заслуги в кинематографе (Почётный «Оскар») | ★ Лоренс Оливье — за его труд и уникальные достижения на протяжении всего творческого пути. |
| Премия за выдающиеся заслуги в кинематографе (Почётный «Оскар») | ★ Кинг Видор — творцу и новатору, за его несравненные достижения. |
| Награда имени Джина Хершолта                                    | ★ Лео Джаффе |
| Medal of Commendation                                           | ★ Линвуд Г. Данн, Лорен Л. Райдер, Уолдон О. Уотсон — в знак признательности за выдающиеся заслуги и преданность в отстаивании высоких стандартов Академии кинематографических искусств и наук. |

## Научно-технические награды
В 1979 году награды за научно-технические достижения получили свои названия: награда 1-го класса стала называться «Премия Академии за заслуги» (Academy Award of Merit), 2-го класса — «Премия за научные и инженерные достижения» (Scientific and Engineering Award) и 3-го класса — «Премия за технические достижения» (Technical Achievement Award).
| Категории                        | Лауреаты |
| -------------------------------- | --- |
| Academy Award of Merit           | • Eastman Kodak Company — за разработку и совершенствование системы цветной съёмки «Duplicating Color Film for Motion Pictures».                                                                                                   |
| Academy Award of Merit           | • Стефан Кудельский (Nagra Magnetic Recorders, Inc.) — за разработку, дизайн и продолжающееся совершенствование звукозаписывающих устройств для кинематографии.                                                                    |
| Academy Award of Merit           | • Panavision, Inc. и её инженерно-технический персонал под руководством Роберта Готтшалька — за разработку, дизайн и продолжающееся совершенствование системы 35-миллиметровых кинокамер «Panaflex Motion Picture Camera System».  |
| Scientific and Engineering Award | • Рэй Долби, Йоан Р. Аллен, Дэвид П. Робинсон, Стивен Катц, Филипп С. Дж. Буль (Dolby Laboratories, Inc.) — за разработку и внедрение усовершенствованной системы звукозаписи и воспроизведения для кинопроизводства и кинопоказа. |
| Technical Achievement Award      | • Карл Мейчер, Гленн М. Берггрен (Isco Optische Werke) — за разработку и внедрение объектива «Cinelux-ULTRA» для 35-мм кинопроекции.                                                                                               |
| Technical Achievement Award      | • Дэвид Дж. Дегенкольб, Артур Л. Форди, Фред Дж. Скоби (DeLuxe General, Inc.) — за разработку метода повторного использования промывных вод кинолабораторий с помощью ионного обмена.                                              |
| Technical Achievement Award      | • Киити Сэкигучи (CINE-FI Int'l) — за разработку звуковой системы авторадио «CINE-FI» для автокинотеатров. |
| Technical Achievement Award      | • Леонард Чапман (Leonard Equipment Company) — за разработку и производство небольшой мобильной платформы для кинокамер, известной как «Chapman Hustler Dolly».                                                                    |
| Technical Achievement Award      | • Джеймс Л. Фишер (J.L. Fisher, Inc.) — за разработку и производство небольшой мобильной платформы для кинокамер, известной как «Fisher Model Ten Dolly».                                                                          |
| Technical Achievement Award      | • Роберт Штиндт (Production Grip Equipment Company) — за разработку и производство небольшой мобильной платформы для кинокамер, известной как «Stindt Dolly».                                                                      |

## Интересные факты
- Впервые все песни-претенденты, представленные в номинации «Лучшая песня из кинофильма», прозвучали в исполнении музыкантов непосредственно в ходе церемонии.
- На церемонии этого года актёр Джон Уэйн в последний раз появился на публике. Он ушел из жизни 11 июня 1979 года.